# Heino
Heinz Georg Kramm, más conocido por su seudónimo Heino (Düsseldorf, 13 de diciembre de 1938) es un cantante alemán especializado en schlager y música popular. Con más de 50 millones de discos vendidos en todo el mundo, está considerado uno de los artistas más populares de la música germana. Se caracteriza por su voz de barítono y su aspecto físico, con pelo albino y gafas de sol.

## Biografía
Heino nació en Düsseldorf en 1938. Cuando tenía tres años, su padre falleció combatiendo en la Segunda Guerra Mundial y tuvo que ser cuidado por su madre. Desde joven mostró interés por la música y en 1955 debutó sobre un escenario. En 1961 debutó en el trío musical OK Singers y sus actuaciones llamaron la atención del agente Ralf Bendix, quien le convenció para cantar en solitario.
En 1966 publicó su primer sencillo «Jenseits des Tales», con el que vendió más de 100.000 copias. A partir de ahí, Heino se especializó en música popular alemana y realizó giras a nivel nacional. En la década de 1970 comenzó a aparecer en televisión gracias a su mayor éxito hasta la fecha, «Blau blüht der Enzian» con el que alcanzó la segunda posición en las listas de ventas. En 1977 presentó incluso un programa de televisión en la cadena pública ZDF, Sing mit Heino.
La razón por la que Heino suele llevar gafas de sol es porque padece la Enfermedad de Graves-Basedow, que es una especie de tiroiditis.
Heino ha seguido grabando sencillos y participando en programas de televisión como uno de los referentes del schlager, con más de 50 millones de discos vendidos a nivel mundial. Su carrera sigue en activo. En 2013 publicó su último trabajo, «Mit freundlichen Grüßen», en el que adapta canciones de artistas contemporáneos como Rammstein, Peter Fox y Die Ärzte.

## Discografía

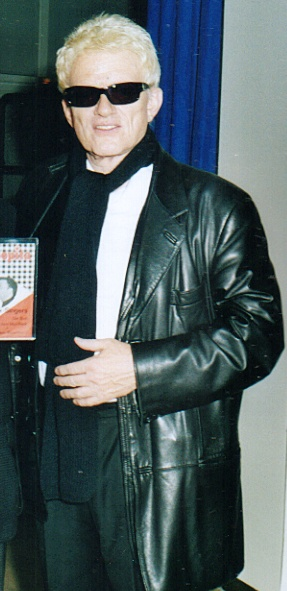
Heino posa ante las cámaras.

A lo largo de su historia Heino ha estado con la discográfica EMI, aunque ahora sus discos los edita Sony BMG. Estos son los más conocidos de su carrera:
- Jenseits des Tales (1966)
- Wenn die bunten Fahnen wehen (1967)
- Wir lieben die Stürme (1968)
- Zu der Ponderosa reiten wir (1968)
- Bergvagabunden (1969)
- Wenn die Kraniche zieh'n (1969)
- Karamba, Karacho, ein Whisky (1969)
- In einer Bar in Mexico (1970)
- Hey Capello (1970)
- Mohikana Shalali (1971)
- Blau blüht der Enzian (1972)
- Carneval in Rio (1972)
- Tampico (1973)
- La Montanara (1973)
- Edelweiß (1973)
- Schwarzbraun ist die Haselnuss
- Das Polenmädchen (1974)
- Die schwarze Barbara (1975)
- Komm in meinen Wigwam (1976)
- Bier,Bier,Bier (1980)